# 新・おらが村
『新・おらが村』（しん おらがむら）は矢口高雄による日本の漫画作品。家の光協会が刊行する『地上』において、1988年1月号から1992年4月号にて連載された。コミックスは全4巻が中央公論社から刊行されている。

## あらすじ
痩せ馬
良平からお年玉をもらった太平とミズナは沓沢先生宅を訪問する。先生は「ほれ、ヤセンマ」と言ってお年玉を差し出す。ヤセンマとは痩せ馬のことで、あまり役に立たないものというへりくだった表現である。農協に勤めるかつみは、物販が思わしくないので健康布団をかってもらいたいと泣きつくが、政太郎の返事はノーである。訪ねてきた農協参事に政太郎は農協がいちばんやらなければならないのは営農指導だろうと説教する。3月の雪消し雨の後に固雪となる。太平とミズナは斜面の上からソリで滑り降り、堆肥を貯める雪穴の中に突っ込みそうになる。
日暮カブ
沓沢先生は、出稼ぎで6ヶ月間村が空になるのは失業保険のせいだと話す。良平も政信も村おこしについて考えるが、事はそう簡単ではない。沓沢先生はかって村で広く栽培されていた日暮カブのことを思い出す。良平と正信は、村おこしのため、幻となった日暮カブを探し、ついに雪の中から最後の3株を掘り起こす。良平と政信はハウスを作り、種子を採るためカブの花を咲かせる。軒先に干していた日暮カブの花茎は乾燥が進み、殻が割れる。カブの種は小さいので、ブルーシートの上で採種し、信江が箕をふるって種と殻をより分ける。こうして杯に一杯ほどの種が取れる。この量でも2反歩はまける。種まきは9月3日か4日とする。
国際結婚
佐太郎は、39歳にもなって嫁っこをもえらない息子の弘志のため、フィリピンから嫁をもらうこにし、沓沢先生が国際結婚推進協会の説明を受ける。資格資格審査に通るとフィリピンでお見合いをし、成立した時点で現地の教会で式を上げる。ここまで6日間である。男性はそのまま帰り、花嫁は約2週間後に来日すると説明される。佐太郎親子はよろしくお願いしますと頭を下げる。弘志はフィリピンでマリリンと結婚式をあげる。村の青年会ではフィリピンの花嫁の話題で賛否両論が飛び交う。政信はどうして百姓が女性に嫌われるようになったか、その原因をさぐることが大事じゃないのかと議論を引き取る。
二百十日
昔から日暮カブは焼き畑に直まきしていたが、今回は安全のため畝をたてることにする。焼き畑の土壌に近づけるため有機肥料に加えて、籾殻の薫炭も入れる。良平は畝をたて、黒い種と白い尿素を混ぜてゴマ塩状態にしてまんべんなく蒔くと、政太郎からおめえたちもまんざらバカじゃねえなとほめられる。
花嫁来る
弘志はマリリンを伴って村にやってくる。弘志は堂々と胸を張り、マリリンと2人で村を歩き、村人にも挨拶をするという変わりようである。2人は沓沢先生を訪問し、結婚の挨拶をする。2人の結婚式は青年会が準備し、コミュニティセンターで行われ、かわいい和装の花嫁が日暮村で暮らすことになる。
おふくろの味
日暮カブはいよいよ収穫を迎える。日暮カブは小型の青首ダイコンのような形をしている。良平は村おこしに成功するとすれば、それはこのカブらしくないところだと話す。良平はかっての伝手で、東京のスーパーに漬け物にして出荷する計画である。漬け物の担当は政信のアバにお願いする。カブの表皮を包丁でへずって、表面をギザギザにして下ごしらえは終了する。このカブを一昼夜塩漬けにして塩味をつけ、甘酒のモロミの中に入れる。表面がギザギザだと甘みがじんわり染みていく。味の均一化のための標準レシピは、塩の量はあらかじめ計量しておき、後で再計量して使った量を算出する。
沓沢先生は漬物の形と色を確認し、頭の方からかぶりつき、評価は上々で、最大の特徴はこのムズくない歯触りだと続ける。試作品は東京のスーパーで販売され2時間で完売するヒットとなる。良平と政信は農協に融資を申請するが、リスクが大きいと、審査で否決される。高山家に戻り良平はこのくやしさを一生忘れないぞ、何がなんでもやってみせると啖呵を切る。その夜、かつみは良平を訪ね、よかったらこれを使ってと自分の貯金通帳を差し出す。理由を訊かれ、かつみは良平さんが大好きだからよ、お休みなさいと言いながら杉村家を出る。このやりとりは子どもたちがしっかり聞いている。
耕耘機犯人説
沓沢先生は農家の総合雑誌から頼まれた原稿の最初の一行目が浮かんでこず、四苦八苦している。信江がそういえばこの村さ嫁ききんの兆しが現れたのはいつごろだったけと独り言を言うと、沓沢先生はそれだとひらめく。先生の持論は耕耘機が嫁ききんの犯人だという。耕耘機以前の農作業は多くの人手を必要としたが、耕耘機の登場により不要になった農村労働力は都会に出るしかなかったという論理である。沓沢先生は政信にテレビの影響を指摘され、あれは村人の意識を根本的に変えてしまったと話す。政信は農家の嫁にはならないと言っていたかつみが、良平にすっかり惚れて、宗旨替えしたようだと続ける。
迎え火
母親の3回忌に3人で墓参りに出かけるが、なぜかミズナは母親の話をしない。ミズナは太平にかつみのことを口にする。太平がかつみねえちゃんがパパと結婚することについて聞くと、ミズナはかつみねえちゃんはやさしいし、明るいし、いいと思うとはっきり言う。杉村家の稲刈りにかつみが現れる。先日、子どもたちが高山家のジャガイモ掘りを手伝ったので、お返しの「結い」だという。良平は恐縮して手伝ってもらう。沓沢先生はこの様子を物陰から眺めている。沓沢先生は良平にいったい何をためらってんだ、かつみちゃんでは不足だっていうのけ、あの「結い」は2人の筋書きだと伝える。
首都進出
良平と政信は日暮カブを収穫し、信江はプレハブの作業所で女性たちに下ごしらえを指導する。妊娠中のマリリンも元気に作業に参加しており、楽しそうだ。政太郎は良平にカブのことでみんなの心が一つになれた、ハリのある暮らしができるのはすばらしいことじゃねえかと語る。みちのく秋田・日暮村の育んだおふくろの味の直売は大成功を収める。ふだん口数の少ない良平が、むずくないカブを客に積極的に勧める。口べたの政信は、気づいたときはたった3株しか残っていなかっただと方言混じりで説明し、これも受けた。その夜、ホテルのラウンジで良平は、かつみに遠回しのプロポーズをする。
二卵性双生児
マリリンが産気づき、信江が付き添い、町の病院に入院する。弘志は待合室でうろうろするばかりである。病室から産声が響く、しかも2回。生まれてきたのは女の子と男の子の双子であった。弘志は大はしゃぎである。山中家では赤ちゃんのお披露目となる。なぜか、沓沢先生が名前を付けることになり、出てきたのは花子と太郎であった。政信が先生、まさかそれ冗談じゃねよなとと確認すると、沓沢は平凡の中の非凡だと力説する。
カジカ突き
高山家では義勝が帰省するので、カジカ突き用の箱メガネとカンテラを用意してくれという電話がくる。政信はカンテラを良平から借りることにする。太平もミズナもすぐにやりたいと言い川に行くが、一匹も見つけられない。夜にトライしてみても同じで、村の川からカジカは消えていた。そんなとき、ヘリコプターによる農薬の空中散布のお知らせがあり、良平は考え込む。農薬の空中散布は田んぼ以外の地域にも降りかかる。義勝が訪ねてきて、農薬の空中散布を巡り兄弟げんかとなる。良平はカジカは虫や水生昆虫をエサとしており、それが減ったのでどこかに移動したと推理する。
沓沢先生は、人間は農耕を始めたことにより、自然界の一員からはみ出す結果となった、農業は自然界とのバランスを崩すことで成り立っていることを自覚してもらいたいと指摘する。そこへ、政太郎が大神沢の奥の方でババカジカがたくさん見つかったと知らせる。二人は大神沢に向かい、カジカを見つける。政信は義勝に電話し、カジカが見つかったことを伝え、あの沢のカジカがまた本流に戻ってこれるように努力するよと伝える。
新しいお母さん
良平とかつみの結婚式の日がやってきた。かつみの花嫁姿に太平はすごくきれいだよ、かつみねえちゃんとほめるが、ミズナはかつみねえちゃんはないでしょうと指摘する。沓沢先生はそりゃあまずいよ、この際、パパはお父さんとし、かつみねえちゃんはお母さんとすれば、お父さん、お母さんがそろうと提案する。かつみは両親の前でお父さま、お母さまと長い間お世話になりましたと型どおりに感謝を表そうとしたが、両親に茶化されて続かない。その様子を含め、子どもたちの歓迎の様子も政信がビデオに収録しており、あとから皆で鑑賞することになる。
有害獣駆除
高山家の里芋畑が荒らされて、熊の足跡が見つかる。それも大物のようだ。熊の目的はリンゴであった。ハンターが呼ばれ、リンゴ畑で待つことにする。ところが、町から戻る途中の政信の車が熊をはねてしまう。車は田んぼに突っ込み、熊は逃げる。政信があわてて報告し、ハンターが現場に向かう。熊は下半身が利かず、小川まで這ってきたようだ。苦しんでおり、ハンターが楽にさせる。政信の車の修理代は50万円、車両保険には入っていなかった。そこに、熊の胆と毛皮を売った38万円が届けられる。
家族
かつみが加わった杉村家の朝はにぎやかだ。朝食の時、良平が太平の寝坊について小言をいうと、かつみは朝の小言は一日を不快にしますと制止する。良平とかつみは子どもたちを置いて月に2回のペースで町に出かける。ミズナと太平が高山家にお風呂をもらいにいっていると、村人が良平の家から煙が出ていると知らせに来る。半鐘が鳴らされ、消防団が駆けつけてきても、火の回りは早くどうしようもない。良平は太平にちゃんと説明しろと責めるが、良平は政太郎になぐられ、こんな時間までどこをほっつき歩いていたんだと言われ、返す言葉がない。それでも、太平はすみませんと良平に謝る。
良平一家はしばらく一人暮らしの沓沢先生宅に居候することになる。先生は潔く謝った太平とミズナの慎重さを挙げ、二人とも家族としての責任感が出てきており、それは家族の連帯感を育むと話す。今日の社会の抱える問題は、農村でも手伝いをする子供が少なくなった、豊かさと引き替えに家族の連帯感を失い、家族より個人の欲望を満たすことが幸福だと考える人間を生み出したことだと指摘する。良平の家族はすばらしいものだったが、壊したのはおまえだと手厳しい。言うだけ言って、先生は一升瓶を持ち出し、政信が心配して来てみると、二人は大いに盛り上がっていた。
そして家族・だんらん
工業高校の建築科で学んだ良平は、新しい家の設計図づくりに没頭する。外観は3階建てのようになっており、1階はコンクリート構造で車庫や物置、コンクリートの階段があり、玄関は2階にある。屋根は急傾斜で、雪を自然落下させても家の出入りに支障は無い。子どもたちやかつみの希望が図面に反映されていく。問題は建築確認申請である。床下は1.8mまでで、車庫や物置として使うのであれば3階建てとみなされ、固定資産税が上がる。沓沢先生は村長に、過疎化と高齢化により、屋根の雪下ろしができない家が増えている現実を見ろ、ワダスだったら良平の新しい考え方の家には補助金を付けると講義する。

## 登場人物
杉村 良平（すぎむら りょうへい）
東京Uターンして故郷の日暮村で農業を始める。
杉村 太平（すぎむら たいへい）
良平の長男、小学生
杉村 ミズナ（すぎむら みずな）
良平の長女、小学生
高山 政太郎（たかやま せいたろう）
高山家の戸主。自分のことはさておいても他人の世話をする。
高山 信江（たかやま のぶえ）
政太郎の糟糠の妻。
高山 政信（たかやま まさのぶ）
高山家の長男で跡取り息子。
高山 義勝（たかやま よしかつ）
高山家の三男。
高山 かつみ（たかやま かつみ）
高山家の末っ子で農協に勤めている。
沓沢 熊吉（くつざわ くまきち）
博識で筋の通った話をすることから沓沢先生と呼ばれている。
正勝（まさかつ）
太平の級友、趣味は昆虫採集。

## 書誌情報
- 矢口高雄『新・おらが村』中央公論社〈中公コミック・スーリ〉、全4巻。
  1. 1990年3月20日初版発行[2]、ISBN 4-12-410341-7
  2. 1990年3月20日初版発行[3]、ISBN 4-12-410342-5
  3. 1991年10月20日初版発行[4]、ISBN 4-12-410382-4
  4. 1992年9月5日初版発行[5]、ISBN 4-12-410405-7

## 矢口高雄の他の作品との関連
ボクは『おらが村』の最終章に「段落の章」のタイトルを冠した。「段落」である。長いドラマの中の大きな切れ目であり、区切りであって、決して終わったのはない。ひとつの区切りとして休止するが、いましばらく事のなり行きを見つめた後、また続きを描くぞ...という意思表示をしたのである。ボクが再びこのテーマにチャレンジしたのは、7年間という空白期間を経てのことで、タイトルも『ふるさと』としてだった。（中略）本書『新・おらが村』はその「ふるさと」の後を受けて描いた作品である。